# Acerbo-Gesetz
Das Acerbo-Gesetz (italienisch Legge Acerbo), benannt nach dem Politiker Giacomo Acerbo, war ein italienisches Wahlgesetz. Es wurde am 18. November 1923 verabschiedet und ermöglichte der Nationalen Faschistischen Partei (PNF) unter Benito Mussolini eine Stimmenmehrheit in der Abgeordnetenkammer. Das Gesetz kam nur einmal, bei den Parlamentswahlen in Italien 1924, zur Anwendung.

## Geschichte und Inhalt
Nach dem Marsch auf Rom 1922 wurde Mussolini Ministerpräsident Italiens. In der Abgeordnetenkammer verfügte er nach der Wahl 1921 bei 535 Abgeordneten jedoch nur über die Stimmen von 35 faschistischen Abgeordneten sowie zehn zusätzliche Stimmen der nationalen Liste, die ebenfalls unter seiner Führung stand. Mussolini war auf eine Koalition mit anderen Parteien angewiesen, die leicht auseinanderbrechen konnte, sodass die Gefahr bestand, dass er von König Viktor Emanuel III. entlassen würde. Um dies zu ändern, sollte das Abstimmungsprocedere angepasst werden.
Mit dem Acerbo-Gesetz wurde das Prinzip der Verhältniswahl durch eine Bestimmung ersetzt, die der Wahlliste mit der höchsten Stimmenzahl zwei Drittel der Sitze zusicherte, sofern sie national mindestens 25 Prozent der Wählerstimmen auf sich vereinigen konnte, dies unabhängig von den Resultaten der einzelnen Wahlkreise. Das verbleibende Drittel sollte unter den übrigen Parteien proportional aufgeteilt werden. Das Acerbo-Gesetz sah eine Aufteilung Italiens in 16 Wahlkreise vor und senkte zudem das Wählbarkeitsalter für das Parlament von 30 auf 25 Jahre.
Während der Gesetzesabstimmung waren in der Abgeordnetenkammer bewaffnete Squadristi anwesend. Der sozialistische Abgeordnete Filippo Turati (1857–1932) erwähnte die herrschende Atmosphäre der Einschüchterung während der parlamentarischen Beratung und sprach von einem „Gesetz, dessen Verabschiedung Ihnen von den 300.000 Musketen von Gottes Armee und seinem neuen Propheten empfohlen wird.“ Bei der Parlamentswahl 1924 erhielten die Faschisten unter Mussolinis Führung aufgrund des Gesetzes 355 der 535 Sitze, was 66,4 % der Sitze entsprach, hatten aber mit etwa 4,3 Millionen Stimmen lediglich einen Anteil von 60,1 % erreicht.
Unter Bezugnahme auf eine These des Historikers Giovanni Sabbatucci bezeichnet Alessandro Visani die Annahme des Gesetzes als „einen klassischen Fall von Suizid eines Parlaments“ und vergleicht es mit dem Ermächtigungsgesetz, mit dem die gesetzgebende Gewalt faktisch vollständig an Adolf Hitler übertragen wurde, oder mit der französischen Nationalversammlung, die im Juli 1940 die Macht an Pétain übertrug.
Die NZZ schrieb 1924 nach der Erstellung der Listen vor den Wahlen von einer „Einschränkung des Stimmrechts“; nach dem neuen Wahlgesetz habe das italienische Volk „seine Abgeordneten nicht mehr zu wählen, es hat nur noch zu entscheiden, ob es mit der Regierung oder mit der Opposition gehen will. Und das letztere wird ihm in jeder Weise erschwert.“ Bei den Wahlen 1929 und 1934 gab es nicht einmal mehr Listen der Regierung oder der Opposition, stattdessen konnten sich die italienischen Männer unter einschränkendem Zensusrecht nur mit ja oder nein zu einer einzigen vom Großen Faschistischen Rat erstellten Liste äußern. 1939 wurde die Abgeordnetenkammer abgeschafft und erst 1946, nach dem Krieg, kam es wieder zu einer Parlamentswahl.